# Нова прогресивна партія Пуерто-Рико
Нова прогресивна партія Пуерто Рико (ісп. Partido Nuevo Progresista, PNP) — політична партія в Пуерто-Рико, яка виступає за статус штату. Партія є однією з двох основних партій в Пуерто-Рико зі значною політичною владою. Станом на липень 2021 року, лідер цієї партії Педро П'єрлуїсі обіймає посаду губернатора Пуерто-Рико.
Головними конкурентами партії в першу чергу є дві інші політичні партії: Народно-демократична партія Пуерто-Рико (PPD), яка виступає за збереження нинішнього політичного статусу Пуерто-Рико як статусу некорпорованої території США з самоврядуванням, та Партія незалежності Пуерто-Рико (PIP), яка виступає за незалежність Пуерто-Рико.

## Історія
20 серпня 1967 року в спортивно-оздоровчому комплексі (нині відомий як Estadio Country Club) зібралися група членів Державно-республіканської партії, незадоволених відмовою її керівництва брати участь в референдумі про статус штату Пуерто-Рико, що пройшов 23 липня того ж року. На своїх зборах вони прийняли рішення заснувати нову партію, яку вони назвали Нова прогресивна партія. Серед її засновників були такі відомі політики як член Палати представників Луїс А. Ферре, хірург Мануель Ф. Альсина Капо, адвокат Нельсон Ескалона і юрист, законодавець і політичний аналітик Бенні Френкі Сересо. 5 січня 1968 року партія була зареєстрована Державною виборчою комісією Пуерто-Рико.
Перші ж вибори принесли партії перемогу. У листопаді 1968 року Луїс Ферре був обраний губернатором Пуерто-Рико, отримавши 43,6 % голосів виборців. На виборах в Законодавчу асамблею острова Нова прогресивна партія посіла друге місце, поступившись лише Народно-демократичної партії.
Чотири роки по тому, в 1972 році Ферре програв кандидату возз'єднатися народним демократам президенту Сенату Рафаелю Ернандесу Колону, набравши 43,4 голосів.

### Губернаторство Ромеро Барсело
1976 року прогресивисти повертаються до влади, тепер вже під керівництвом мера Сан-Хуана Карлоса Ромеро Барсело, який завоював на виборах 48,3 % голосів. У 1980 році Ромеро Барсело отримав 47,2 % голосів і був переобраний з незначною перевагою близько 0,2 % голосів. Яскравою подією під час правління Ромеро Барсело стала так звана «Різанина Серро Маравілья», яка в кінцевому підсумку затьмарила все досягнення губернатора. 25 липня 1978 року два молодих активіста руху за незалежність Пуерто-Рико були вбиті поліцейськими у гори Серро Маравілья. Спочатку повідомлялося, що молоді люди були розстріляні, вчинивши опір при арешті. Але в ході слідства з'ясувалося, що чоловіки були вбиті вже перебуваючи під вартою в поліції. Опозиційна Народно-демократична партія намагалася довести, що весь інцидент був запланований адміністрацією губернатора Ромеро Барсело. Надалі ряд співробітників поліції були визнані винними у вбивстві, а кількох високопоставлених чиновників місцевих органів влади було звинувачено в плануванні або приховуванні інциденту. Це, в поєднанні з розколом всередині Нової прогресивної партії, призвело до поразки Ромеро Барсело на виборах 1984 року.
На виборах 1988 року Нову прогресивну партію представляв мер Сан-Хуана Бальтасар Коррадо дель Ріо, який набрав 45,8 % голосів виборців і посів друге місце.

### Губернаторство Педро Россель
Більш вдалими для партії виявилися вибори 1992 року, на яких з 49,9 % голосів переміг дитячий хірург Педро Россель, який чотирма роками раніше програв кампанію в Конгрес. Ставши губернатором, Россель розгорнув компанію по боротьбі зі злочинністю, відому як «Сильна рука проти злочинності» (ісп. Mano dura contra el crimen), в рамках якої Національна гвардія Пуерто-Рико була використана для надання допомоги поліції острова.
У 1993 року Педро Россель очолив компанію по приєднанню Пуерто-Рико до США, за підсумками якої було вирішено провести референдуму для визначення політичного статусу острова. Однак законопроект про референдум не зустрів підтримки в Сенаті США. Проте, Россель домігся проведення чергового плебісциту про статус Пуерто-Рико в 1998 року На який було винесено п'ять варіантів: статус штату США, незалежність, вільна асоціація, територіальне співтовариство або «Нічого з перерахованого вище». У той час як Нова прогресивна партія вела кампанію за приєднання до США, їх головні опоненти з Народної-демократичної партії агітували за п'ятий варіант відповіді, закликаючи бойкотувати референдум. В результаті 50,5 % учасників голосування висловилися саме за п'ятий варіант, за вступ в США проголосували 46,6 %.
1996 року Россель впевнено домігся переобрання, набравши 51,4 % голосів. Йому вдалося залучити на свою сторону більше мільйона виборців, це був кращий результат на губернаторських виборах, починаючи з 1964 року.
Протягом двох своїх термінів Россель здійснив ряд великих проектів, в тому числі вирішив проблеми з водопостачанням Сан-Хуана. Його політика також включала безкоштовну медичну допомогу для бідних і приватизацію державних організацій. Останнє не завжди зустрічала підтримку. Так, продаж в 1998 році державної Пуерто-ріканський телефонної компанії за 1,9 млрд доларів General Telephone & Electric Corporation (пізніше Verizon Communications) привела до загального страйку, організованого профспілками за підтримки опозиції. Обурення громадськості виявилося настільки сильним, що популярність Россель і Нової прогресивної партії опинилася під ударом. Ситуацію ускладнила кампанія протестів мешканців В'єкес, другого за величиною острова Пуерто-Рико, спровокована ненавмисним убивством американськими військовими 19 квітня 1999 року Девіда Санеса Родригеса

### Карлос Пескера
На виборах 2000 року Нова прогресивна партія висунула в губернатори міністра транспорту Карлоса Пескеро. Передвиборні опитування показували його значну перевагу над суперником з Народно-демократичної партії Силою Марією Кальдерон. Але в міру того як вибори наближалися, Кальдерон змогла наздогнати Пескеро, зробивши ставку в своїй кампанії на звинуваченнях у корупції під час правління Россель. На рейтингах прогресистів позначилося і виступ виконуючого обов'язки окружного прокурора Гільєрмо Хіла, в червні 2000 року (за три місяці до виборів в листопаді того ж року), який заявив, що «корупція має ім'я, і це ім'я Нова прогресивна партія». Пізніше, його дії стали предметом ряду етичних скарг в Департамент юстиції СШАз боку керівників партії. Не дивно, що в такій обстановці Нова прогресивна партія начисто програла вибори 2000 року, поступившись народним демократам пости губернатора і комісара-резидента, а також більшість в обох палатах Законодавчої асамблеї.
Новим головою партії став Леон Діас, втім ненадовго. Вже незабаром Пескера знову очолив партію.

### 2000-ті
На початку 2000-х років Нова прогресивна партія опинилася під прицілом правоохоронних органів. Міністр освіти в адміністрації Россель, Віктор Фаярдо, був звинувачений і засуджений федеральними органами за привласнення федеральних коштів, що спрямовуються до Департаменту освіти. Колишній спікер Палати представників Едісон Мислі Альдарондо був змушений піти у відставку після того як Управління юстиції США пред'явило йому обвинувачення у вимаганні.
У цій важкій для партії ситуації багато її видатні діячі і прихильники стали звертатися до Россель, виїхав після відставки у Вірджинію . У березні 2003 року він повернувся на острів і згодом переміг Пескеро в ході праймеріз, завоювавши право представляти Нову прогресивну партію на губернаторських виборах. Виборча кампанія 2004 року спочатку складалася для Россель благополучно, за опитуваннями громадської думки він випереджав свого суперника, комісара-резидента Анібалом Асеведо Вилу від Народної-демократичної партії. Але після теледебатів рейтинги Асеведо стали рости, чому сприяла підтримка з боку більшості ЗМІ Пуерто-Рико. В результаті Россель набрав 48,2 % і посів друге місце, поступившись Асеведо близько 0,2 %. Россель спробував опротестувати підсумки виборів, але після тривалого судового битви Асеведо Віла був затверджений в якості губернатора.
В початком 2005 року Россель став сенатором від району Аресібо без виборів, завдяки виходу у відставку колишнього сенатора Віктора Лубріеля. Увійшовши в Сенат, Россель почав боротьбу за пост спікера з однопартійцем Кеннетом Мак Клінтоком, на той момент очолював верхню палату пуерт-риканського парламенту. Конфлікт в результаті зайшов у глухий кут, тому що Мак Клінтока підтримали не тільки сенатори від меншості, а й п'ять сенаторів від Нової прогресивної партії. Це призвело до виключення з партії Мак Клінтока, а також двох підтримали його сенаторів. У відповідь Мак Клінток вдалося у Вищому суді Сан-Хуана домогтися скасування рішення про своє виключення, пізніше отримавши підтвердження своєї позиції і у Верховному суді Пуерто-Рико.
Навесні 2007 року Россель зосередив свою увагу на участі в губернаторських праймеріз, отримавши підтримку свого вірного і давнього прихильника, мера Сан-Хуана Хорхе Сантіні. У підсумку він з великим відривом голосів програв боротьбу Луїсу Фортуньо, раніше міністру економічного розвитку і торгівлі, а потім представнику Пуерто-Рико в Конгресі США. Після цього Россель заявив, що йде з активної політики і не буде агітувати на майбутніх виборах за будь-якого кандидата. Хоча більшість прихильників Россель були готові підтримати на губернаторських виборах Фортуньо, цілий ряд видних членів Нової прогресивної партії виявилися в опозицію до кандидата своєї партії. Так, Фортуньо відмовилися підтримати Сантіні, другий віце-президент партії Міріам Рамірес де Феррер і колишній президент НВП Лео Діас.
Незважаючи на розкол в партії вибори 2008 року завершити для НПП повною перемогою. Луїс Фортуньо був обраний губернатором, набравши 52,77 %, новим представником острова в Палаті представників США став прогресисти Педро П'єрлуісі, крім того партія завоювала більше 70 % місць в Палаті представників Пуерто-Рико і більше 80 % місць в Сенаті, а також посади мерів 48 муніципалітетів з 78. Це була найбільша перемога Нової прогресивної партії в її історії і найбільша поразка Народно-демократичної партії в історії виборів.

### 2010-ті
9 січня 2012 року губернатор Фортуньо офіційно ініціював скорочення числа законодавців з метою економії бюджету. Для цього потрібно внести зміни до Конституції Пуерто-Рико, для чого було вирішено провести конституційний референдум 19 серпня. На голосування було винесено два питання, про скорочення числа законодавців і скасування абсолютного права на звільнення під заставу для осіб, обвинувачених в тяжких злочинах. В результаті більшість учасників референдуму відкинули обидві поправки.
6 листопада 2012 року Фортуньо, набравши 47,13 % голосів, не вдалося виграти перевибори. У той же час його давній соратник Педро П'єрлуісі знову був обраний до Палати представників США. Вибори до Палати представників Пуерто-Рико і Сенат острова, а також мерів муніципалітетів партія програла. Одночасно з виборами пройшов черговий референдум про статус острова. На ньому прогресистів вдалося здобути перемогу. 54 % тих, хто голосував відмовилися від продовження нинішніх територіально-політичних відносин з США і 61 % проголосували за входження до Сполучених Штатів на правах штаті.

### 2020-ті
У січні 2021 року нова делегація з 21 виборних посадових осіб ПНП пообіцяла не збільшувати податки, посилаючись на рівень безробіття в Пуерто-Рико, який становив 14 %.

## Лідери партії
- 1967—1974: Луїс А. Ферре
- 1974—1987: Карлос Ромеро Барсело
- 1987—1988: Бальтасар Коррада дель Ріо
- 1988—1989: Рамон Луїс Рівера
- 1989—1991: Карлос Ромеро Барсело
- 1991—1999: Педро Росселло
- 1999—2000: Карлос Пескера
- 2000—2001: Норма Бургос
- 2001—2001: Леонід Діас Урбіна
- 2001—2003: Карлос Пескера
- 2003—2008: Педро Россельо
- 2008—2013: Луїс Фортуньо
- 2013—2016: Педро П'єрлуїсі
- 2016—2019: Рікардо Росселло
- 2019—2020: Томас Рівера Шац
- 2020 — сьогодення: Педро П'єрлуїсі